# Joseph Yegba Maya
Joseph Yegba Maya (* 8. April 1944 in Otélé) ist ein ehemaliger kamerunischer Fußballer, der den Großteil seiner Laufbahn im französischen Profifußball gespielt hat und dort auch unter Joseph (als Nachname) bekannt ist.

## Vereinskarriere
Der wuchtige, 1,80 m große Mittelstürmer kam 1962 von Dragon Club de Yaoundé zu Olympique Marseille. In seiner ersten dortigen Saison nur selten eingesetzt, stieg er mit dem Klub 1963 prompt in die Division 2 ab, in der er in den folgenden drei Jahren seine Stärken allerdings regelmäßig unter Beweis stellen konnte. Er war durchsetzungsstark und besaß, wenngleich er gelegentlich etwas unbeholfen wirkte, einen ausgeprägten „Torriecher“. Dennoch – und obwohl er auch nicht der erste Schwarzafrikaner in Olympiques Dress war – wurde er damals gelegentlich Zielscheibe rassistischer Zuschaueräußerungen. Nach einer katastrophalen Saison 1964/65, an deren Ende Marseille als Drittletzter der Tabelle beinahe im Amateurlager verschwunden wäre, folgte so etwas wie die Kehrtwende – 1966 stieg die Mannschaft als Zweiter in die höchste Spielklasse auf. Joseph Yegba Maya, bester Torschütze seiner Elf, schätzte den Anteil, den Mario Zatelli, erstmals von 1964 bis 1966 sein Trainer, an dieser Entwicklung und seiner persönlichen Steigerung hatte, hoch ein.
In der Division 1 behauptete sich OM in den folgenden vier Jahren bis 1970, in denen der Kameruner noch dort spielte, stets in der oberen Tabellenhälfte. Auch wenn die Mannschaft personell kontinuierlich verstärkt wurde (unter anderem kamen Djorkaeff, Artelesa, Bonnel, Skoblar, Novi, Magnusson und Loubet), war Yegba Mayas Anteil an diesem Aufstieg ganz erheblich; in allen vier Saisons stand er, mit aufsteigender Tendenz, unter den zehn erfolgreichsten Torjägern der Liga, wurde 1966/67 Neunter (15 Treffer), 1967/68 und 1968/69 jeweils Dritter (18 bzw. 21) und 1969/70 Zweiter (24). Insgesamt erzielte er 104 Treffer in 202 Punktspielen (erste und zweite Division), womit er bis heute (2008) der fünfterfolgreichste Torschütze des Klubs (hinter Andersson, Skoblar, Papin und Aznar) ist. Zu einem Meistertitel reichte es zwar nicht, doch als er Marseille 1970 verließ, war seine Elf wenigstens Vizemeister geworden. Dafür hatte er ein Jahr zuvor aber den Pokalwettbewerb gewonnen und auch dabei seinen Stellenwert bewiesen: im Endspiel gegen Girondins Bordeaux (2:0) sicherte sein Treffer kurz vor dem Schlusspfiff den Erfolg endgültig. Lediglich in den wenigen Europapokalauftritten, die Marseille in jenen Jahren absolvierte, blieb sein Torquotient unterdurchschnittlich: der einzige Treffer bei sechs Einsätzen auf dieser Ebene gelang ihm im Messepokal 1968/69, und er verhinderte Olympiques Ausscheiden gegen Göztepe Izmir nicht.
Zur Spielzeit 1970/71 wechselte Yegba Maya zum nordfranzösischen Ligakonkurrenten US Valenciennes. Er persönlich hatte keine Umstellungsprobleme, schaffte es vielmehr zum fünften Mal in Folge unter die Top 10 der Torjäger (Rang 4 mit 22 Treffern); die Mannschaft stieg als Tabellen-19. allerdings ab, nur um ein Jahr später – unter anderem dank seiner 28 Tore – als Zweitligameister zurückzukehren. 1973 musste Valenciennes erneut die erste Division verlassen. Daraufhin nahm ihn Racing Strasbourg unter Vertrag. Nach zwei Jahren, die er mit den Elsässern jeweils auf oberen Mittelfeldplätzen beendete, kehrte der Stürmer der höchsten Spielklasse und dem nördlichen Frankreich 1975 endgültig den Rücken und war noch eine Saison beim Zweitdivisionär AS Béziers aktiv.
Darüber, wie und wo Joseph Yegba Maya ab 1976 gelebt hat, liegen bisher keine Informationen vor.

### Stationen
- Dragon Club Yaoundé (bis 1962)
- Olympique de Marseille (1962–1970, davon 1963–1966 in D2)
- Union Sportive Valenciennes-Anzin (1970–1973, davon 1971/72 in D2)
- Racing Club de Strasbourg (1973–1975)
- Association Sportive Biterroise (1975/76, in D2)

## In der Nationalmannschaft
Joseph Yegba Maya hat eine bisher nicht exakt zu ermittelnde Zahl von Länderspielen für Kamerun bestritten, das allerdings auch erst seit 1970 an Qualifikationen zu Welt- und Afrikameisterschaften teilnahm. Bei der Afrikameisterschaft 1972 in seinem Heimatland erzielte er in der Vorrunde ein Tor beim 2:0 über Togo, wurde im Spiel um den 3. Platz (5:2 gegen Zaire) von Trainer Peter Schnittger allerdings nicht eingesetzt. Ähnlich lückenhaft fallen die Informationen über seine Teilnahme bei den Weltmeisterschaftsqualifikationen dieser Jahre aus: ob er beim Erstrunden-Aus Kameruns 1970 (2:3 und 1:1 gegen Nigeria) oder dem Scheitern an Zaire in der 2. Afrika-Runde 1974 beteiligt war, geht aus den verwendeten Quellen nicht hervor.

## Palmarès
- Französischer Pokalsieger: 1969
- unbekannte Zahl von A-Länderspielen für Kamerun; 3. Platz bei der Afrikameisterschaft 1972
- 238 Spiele und 124 Tore in der Division 1, davon 133/79 für Marseille, 74/33 für Valenciennes, 31/12 für Strasbourg; zudem insgesamt 106/60 in D2[10]
- 6 Europapokalspiele (1 Tor)[11]